# Kymmene län
Kymmene län (finsk: Kymen lääni) er et historisk len i Finland. Lenet bestod i tidsrummet 1945-1997 og omfattede de senere Landskaber i Finland Kymmenedalen og Södra Karelen. Lenet har sit navn efter Kymmene älv. Administrationssæde var Kouvola.
Efter, at størstedelen af Viborgs län blev afstået til Sovjetunionen i 1944, blev de tilbageværende dele af lenet omdøbt til Kymmene län i 1945. I 1949 blev kommunerne Anjala, Elimäki, Iitti, Jaala og Kuusankoski overført fra Nylands län til Kymmene län. Efter reformen i 1997 blev Kymmene län en del af det nye Södra Finlands län.

## Kommuner 1997
| - Anjalankoski - Elimä - Fredrikshamn - Imatra - Itis - Jaala - Joutseno | - Klemis - Kotka - Kouvola - Kuusankoski - Luumäki - Miehikkälä - Parikkala | - Pyttis - Rautjärvi - Ruokolax - Saari - Savitaipale - Suomenniemi - Taipalsaari | - Uguniemi - Valkeala - Veckelax - Vederlax - Villmanstrand - Ylämaa |

### Tidigare Kommuner
- Aspö
- Karhula
- Kymmene
- Lappvesi
- Lauritsala
- Nuijamaa
- Simpele
- Sippola

## Landshövdingar
- Arvo Manner 1945-1955
- Artturi Ranta 1955-1964
- Esko Peltonen 1965-1975
- Erkki Huurtamo 1975-1984
- Matti Jaatinen 1984-1993
- Mauri Miettinen 1993-1997

## Administrativ historie
|  |  |  |  |  |